# دیوتشیتسه
دیوتشیتسه (به چکی: Dívčice) یک منطقهٔ مسکونی در جمهوری چک است که در شهرستان چسکه بودیوویتسه واقع شده‌است. دیوتشیتسه ۱۹٫۵۲ کیلومتر مربع مساحت و ۵۵۱ نفر جمعیت دارد و ۳۹۴ متر بالاتر از سطح دریا واقع شده‌است.